# Grupo Chung Nam
El Grupo Chung Names un fabricante de movimientos y de relojes con sede en Hong Kong, y está compuesto por las empresas Isa Prestige Time, Roamer e Isa. Tiene plantas de fabricación en China, Hong Kong y Suiza. Los movimientos producidos por Isa se utilizan en relojes de gama media.
En los últimos años, Chung Nam Corporation se ha expandido hasta convertirse en una corporación global de tecnología, fabricación y venta minorista. Actualmente, su negocio incluye CN Watch, CN Innovations, CN Convergence, CN Fashion, CN Lifestyle y CN Creations.

## Historia
El Grupo de Empresas Chung Nam tiene su sede en Hong Kong y sus orígenes se remontan  a la década de 1930. Chong Ching Um fundó el grupo en 1935, dedicándose a la exportación, la fabricación y el comercio en los mercados del Sudeste Asiático.
Durante la década de 1980, la política de puertas abiertas de China permitió al grupo concentrarse más en la fabricación y embarcarse en el desarrollo de sus propios recursos de ingeniería de precisión. Durante la década de 1990, para mantener una posición de liderazgo en la fabricación, el grupo comenzó a invertir en tecnología y hardware para procesos críticos. Hacia el año 2000, la investigación y el desarrollo internos dieron como resultado la solicitud de diversas patentes.
El grupo tiene su sede en Hong Kong y emplea a más de 100.000 personas en todo el mundo. Su director general es Bob Chong. La empresa cuenta con una estructura centrada en dos plataformas:
1. Tecnología y fabricación,
2. Distribución y venta minorista.

## Hitos
- 1935-1940: fabricación y distribución de relojes
- Década de 1950: venta minorista y mayorista de relojes / relojes OCTO
- Década de 1960: venta minorista y distribución de ropa de cama, artículos para el hogar y calzado
- Década de 1980: ingeniería de precisión / venta minorista y mayorista de moda
- 1991-92: uso de la técnica de deposición física de vapor y moldeo por inyección de metal / recubrimiento de película fina
- 1997: radiofrecuencia
- 2000: investigación y desarrollo interno
- 2002: recubrimiento óptico
- 2003: entorno de redes inalámbricas / dispositivos portátiles móviles, instrumentos de muñeca /patente para acero inoxidable con recubrimiento endurecido
- 2005: desarrollo de RFID / establecimiento de Chun Nam Corporation como holding para los seis negocios principales
- 2006: tres inversiones de fondos de capital privado en CN Innovations Holdings Ltd
- 2007: producción de contenidos para televisión, cine y animación para los mercados globales
- 2008: establecimiento de una unidad de negocio independiente para la responsabilidad corporativa en redes sociales